# Johanna Basford
Johanna Basford (geboren 15. April 1983 in Schottland) ist eine britische Illustratorin.

## Leben
Johanna Basford wuchs auf der elterlichen Fischfarm in Schottland auf. In der Schule wurde sie mit der Malerei von M. C. Escher bekannt gemacht. Sie studierte Textildesign am „Duncan of Jordanstone College of Art and Design“ der University of Dundee und schloss 2005 das Studium mit einem Portfolio aus monochromen Seidendrucken und Zeichnungen ab. Seither arbeitet sie freiberuflich in Aberdeenshire und hat Aufträge von Unternehmen.  Als erster persönlicher Erfolg gilt ihr das Plakat für das Programm des Edinburgh Festival Fringe im Jahr 2010.
Basford brachte 2013 das Malbuch für Erwachsene Secret Garden: An Inky Treasure Hunt and Coloring Book heraus. Das Buch verkaufte sich auf dem englischsprachigen Markt bis Mitte 2015 1,4 Millionen Mal. Im Jahr 2015 folgte ein weiteres Malbuch Enchanted Forest. Ihre Bücher werden als Anti-Stress gekauft und entsprechend beworben. Weltweit wurden mehr als 21 Millionen Exemplare ihrer Ausmalbücher verkauft. (Stand 2021)
Im Jahr 2016 wurde sie als Würdigung ihrer Kunst und Unternehmertätigkeit zum Officer of the Order of the British Empire (OBE) ernannt. Im Jahr 2021 ehrte die University of Dundee sie mit dem Entrepreneurial Recognition Award.

## Werke
- Wonderlands. Dundee : Dundee Contemporary Arts, 2013 Soloausstellung.
- Secret garden : an inky treasure hunt and coloring book. London : Laurence King Publishing, 2013
  - Secret Garden. 20 Postcards. London : Laurence King Pub. 2014
  - Mein verzauberter Garten. Eine Schatzsuche. Übersetzt von Christine Schnappinger. München : Knesebeck, 2015
  - Mein geheimnisvoller Garten: Jubiläumsausgabe., Laurence King Verlag, 2023
- Enchanted Forest: An Inky Quest and Colouring Book. London : Laurence King Publishing, 2015
  - Mein Zauberwald. Übersetzt von Tatjana Kröll. München : Knesebeck, 2015
  - Miniature Enchanted Forest: A Pocket-sized Adventure Coloring Book., Laurence King Publishing, 2021
- Lost Ocean: An Inky Adventure and Coloring Book for Adults., Penguin Life, 2015
  - Mein phantastischer Ozean, Fischer Taschenbuch, 2015
  - Mein Phantastischer Ozean - Postkartenbuch., Fischer Taschenbuch, 2016
- Magical Jungle: An Inky Expedition and Coloring Book for Adults., Penguin Life, 2016
  - Mein geheimnisvoller Dschungel., Fischer Taschenbuch, 2016
  - Mein geheimnisvoller Dschungel: Postkartenbuch., Fischer Taschenbuch, 2016
- Johanna's Christmas: A Festive Coloring Book for Adults., Penguin Life, 2016
  - Mein wundervolles Weihnachtsfest, Fischer Taschenbuch, 2016
- Ivy and the Inky Butterfly: A Magical Tale to Color., Penguin Life, 2017
  - Ivy und der magische Schmetterling: Eine Geschichte zum Ausmalen., Fischer Taschenbuch, 2017
- World of Flowers: A Coloring Book and Floral Adventure., Penguin Life, 2018
  - Ein Paradies voller Blumen: Ausmalbuch für Erwachsene., mvg-Verlag, 2019
  - Ein Paradies voller Blumen: 24 Postkarten zum Ausmalen., mvg-Verlag, 2019
- How to Draw Inky Wonderlands: Create and Colour Your Own Magical Adventure., Virgin Books, 2019
  - Magische Welten zeichnen: Wahre Kunstwerke ganz leicht selbst gestalten., mvg Verlag, 2020
- Worlds of Wonder: A Colouring Book for the Curious., Ebury Press, 2021
  - Fantastische Wunder dieser Welt: Ein Malbuch zum Staunen und Entdecken., mvg Verlag, 2021
  - Fantastische Wunder dieser Welt: 24 Postkarten zum Ausmalen und Staunen.mvg-Verlag, 2021
- 30 Days of Creativity: Draw, Color, and Discover Your Creative Self., Penguin Life, 2021
  - 30 Tage voller Kreativität: Zeichnen, malen und skizzieren – entdecke dein kreatives Selbst., mvg-Verlag, 2022
- Rooms of Wonder: Step Inside This Magical Coloring Book, Penguin Life, 2022
  - Geheime Räume: Magische Welten hinter verschlossenen Türen zum Ausmalen, mvg-Verlag, 2022
  - Geheime Räume: 24 Postkarten zum Ausmalen., mvg-Verlag, 2023
- Small Victories: A Coloring Book of Little Wins and Miniature Masterpieces, Penguin Life, 2023
  - Kleine Wunderwelten: Traumhafte Mini-Kunstwerke zum Ausmalen., mvg-Verlag, 2023
  - Kleine Wunderwelten: 24 Postkarten zum Ausmalen.mvg-Verlag, 2024
- Magical Worlds: An Enchanted Coloring Adventure., Penguin Life, 2024
  - Magische Reise: Das Ausmalbuch der verzauberten Welten., mvg-Verlag, 2024